# Батлер (округ Делавер, Оклахома)
Батлер (енгл. Butler, Delaware County) насељено је место без административног статуса у америчкој савезној држави Оклахома.

## Демографија
По попису из 2010. године број становника је 117.
| Група             | 2000.    | 2010.      |
| Белци             | 0 (0,0%) | 48 (41,0%) |
| Афроамериканци    | 0 (0,0%) | 0 (0,0%)   |
| Азијати           | 0 (0,0%) | 1 (0,9%)   |
| Хиспаноамериканци | 0 (0,0%) | 7 (6,0%)   |
| Укупно            | 0        | 117        |